# حمام میرزا رسول
حمام میرزا رسول مربوط به دوره صفوی است و در مهاباد، ضلع شرقی خیابان سید نظام واقع شده و این اثر در تاریخ ۱۹ اسفند ۱۳۸۰ با شمارهٔ ثبت ۴۸۴۸ به‌عنوان یکی از آثار ملی ایران به ثبت رسیده‌است. این اثر تاریخی به موزهٔ مردم‌شناسی با ۱۰۲۴ قلم انواع اشیای فرهنگی، تاریخی تبدیل شده‌است.